# Приютненська сільська рада
| Приютненська сільська рада — колишній орган місцевого самоврядування у Гуляйпільському районі Запорізької області з адміністративним центром у с. Приютне. Історична дата утворення: в 1918 році. Сільській раді підпорядковані населені пункти: - с. Приютне - с. Левадне - с. Новодарівка - с. Ремівка |

## Склад ради
Рада складається з 14 депутатів та голови.

### Керівний склад ради
| ПІБ                          | Основні відомості                                                                                     | Дата обрання | Дата звільнення |
| ---------------------------- | --- | ------------ | --------------- |
| Лопатін Сергій Володимирович | Сільський голова, 1963 року народження, освіта, член Соціал-демократичної партії України (об'єднаної) | 26.03.2006   | 31.10.2010      |
| Турченко Іван Васильович     | Сільський голова, 1958 року народження, освіта вища, член Партії регіонів                             | 31.10.2010   |                 |

Примітка: таблиця складена за даними джерела

## Населення
Згідно з переписом УРСР 1989 року чисельність наявного населення сільської ради становила 686 осіб, з яких 300 чоловіків та 386 жінок.
За переписом населення України 2001 року в сільській раді мешкали 673 особи.

### Мова
Розподіл населення за рідною мовою за даними перепису 2001 року:
| Мова       | Відсоток |
| ---------- | -------- |
| українська | 92,49 %  |
| російська  | 7,36 %   |